# 웹 디렉터리
웹 디렉터리(web directory) 또는 링크 디렉터리(link directory)는 웹사이트의 온라인 목록 또는 카탈로그이다. 즉, 월드 와이드 웹의 (전체 또는 일부) 월드 와이드 웹에 있는 디렉터리이다. 역사적으로 디렉터리에는 일반적으로 사람이나 기업에 대한 항목과 연락처 정보가 나열되어 있다. 그러한 디렉터리는 오늘날에도 여전히 사용되고 있다. 웹 디렉터리에는 해당 웹사이트에 대한 링크를 비롯하여 웹사이트에 대한 항목이 카테고리 및 하위 카테고리로 구성되어 있다. 링크 외에도 각 항목에는 웹사이트 제목과 내용에 대한 설명이 포함될 수 있다. 대부분의 웹 디렉터리에서 항목은 웹사이트 내의 개별 페이지("딥 링크"라고 함)가 아닌 전체 웹사이트에 대한 것이다. 웹사이트는 종종 몇 가지 범주에만 포함되도록 제한된다.
웹에서 정보를 찾는 방법에는 검색과 브라우징이라는 두 가지 방법이 있다. 웹 디렉터리는 더 쉽게 검색할 수 있도록 구조화된 목록으로 링크를 제공한다. 많은 웹 디렉터리는 디렉터리를 검색하는 검색 엔진을 제공하여 검색과 탐색을 결합한다. 웹 크롤러가 자동으로 수집한 항목 데이터베이스를 기반으로 결과를 생성하는 검색 엔진과 달리 대부분의 웹 디렉터리는 편집자가 수동으로 작성한다. 많은 웹 디렉터리에서는 사이트 소유자가 포함할 사이트를 제출하고 편집자가 제출 내용의 적합성을 검토하도록 허용한다.
웹 디렉터리는 범위가 일반적일 수도 있고 특정 주제나 분야로 제한될 수도 있다. 항목은 무료로 나열되거나 유료 제출을 통해 나열될 수 있다(즉, 사이트 소유자가 자신의 웹 사이트를 나열하려면 비용을 지불해야 함).
RSS 디렉터리는 웹 디렉터리와 유사하지만 웹사이트 링크 대신 RSS 피드 모음을 포함한다.

## 같이 보기
- 웹사이트 목록
- 홈페이지
- 소셜 북마크
- 웹 검색 엔진